# NK Maribor
NK Maribor är en fotbollsklubb i Maribor i Slovenien. Den är den mest framgångsrika slovenska fotbollsklubben med 16 slovenska liga- och nio slovenska cuptitlar. Hemmaarena är Ljudski vrt.
Klubbens slogan är En klub, ena čast (en klubb, en ära).

## Deltagande i Uefa-turneringar
Maribor är den enda slovenska klubb som har deltagit i Uefa Champions League och en av bara fyra klubbar från Socialistiska federativa republiken Jugoslavien som har deltagit i Uefa Champions League sedan upplösningen av landet 1991.
Maribor har (2020) deltagit i 15 Champions League-turneringar, 15 gånger i Uefa Europa League samt två gånger i den numera nedlagda Cupvinnarcupen.
Maribors största seger i en Uefa-turnering är från 1994, 10–0 mot Norma Tallinn, medan den största förlusten kom mot Ajax 1997, 1–9 på bortaplan.

## Ligaplaceringar
| Säsong    | Nivå | Liga      | Placering | Referens |
| --------- | ---- | --------- | --------- | -------- |
| 2008/2009 | 1    | Prva Liga | 1         | [ 5 ]    |
| 2009/2010 | 1    | Prva Liga | 2         | [ 6 ]    |
| 2010/2011 | 1    | Prva Liga | 1         | [ 7 ]    |
| 2011/2012 | 1    | Prva Liga | 1         | [ 8 ]    |
| 2012/2013 | 1    | Prva Liga | 1         | [ 9 ]    |
| 2013/2014 | 1    | Prva Liga | 1         | [ 10 ]   |
| 2014/2015 | 1    | Prva Liga | 1         | [ 11 ]   |
| 2015/2016 | 1    | Prva Liga | 2         | [ 12 ]   |
| 2016/2017 | 1    | Prva Liga | 1         | [ 13 ]   |
| 2017/2018 | 1    | Prva Liga | 2         | [ 14 ]   |
| 2018/2019 | 1    | Prva Liga | 1         | [ 15 ]   |
| 2019/2020 | 1    | Prva Liga | 2         | [ 16 ]   |
| 2020/2021 | 1    | Prva Liga | 2         | [ 17 ]   |
| 2021/2022 | 1    | Prva Liga | 1         | [ 18 ]   |
| 2022/2023 | 1    | Prva Liga | 3         | [ 19 ]   |
| 2023/2024 | 1    | Prva Liga | 2         |          |
| 2024/2025 | 1    | Prva Liga | 2         |          |

## Spelartrupp
| Nr | Land            | Pos | Namn            |
| -- | --------------- | --- | --------------- |
| 1  | Slovenien       | MV  | Ažbe Jug        |
| 2  | Algeriet        | MF  | Hillal Soudani  |
| 4  | Slovenien       | MF  | Blaž Vrhovec    |
| 5  | Litauen         | F   | Pijus Širvys    |
| 6  | Frankrike       | F   | Bradley M'bondo |
| 7  | Nordmakedonien  | MF  | Behar Feta      |
| 8  | Österrike       | MF  | Marko Božić     |
| 10 | Slovenien       | MF  | Maks Barišič    |
| 11 | Frankrike       | MF  | Redwan Bourlès  |
| 12 | Slovenien       | F   | Gregor Sikošek  |
| 13 | Elfenbenskusten | A   | Etienne Beugre  |
| 15 | Slovenien       | MF  | Jan Repas       |
| 16 | Slovenien       | MF  | Niko Grlić      |
| 17 | Österrike       | A   | Arnel Jakupović |

| Nr | Land          | Pos | Namn                                |
| -- | ------------- | --- | ----------------------------------- |
| 20 | Slovenien     | MF  | Žiga Repas                          |
| 21 | Polen         | MF  | Karol Borys (utlånad från Westerlo) |
| 22 | Slovenien     | F   | Martin Milec                        |
| 25 | Slovenien     | F   | Sven Karič                          |
| 29 | Slovenien     | F   | Andraž Žinič                        |
| 34 | Slovenien     | F   | Anej Lorbek                         |
| 50 | Slovenien     | F   | Lan Vidmar                          |
| 55 | Slovenien     | MF  | Marcel Lorber                       |
| 59 | Slovenien     | MV  | Samo Pridgar                        |
| 72 | Slovenien     | MF  | Josip Iličić                        |
| 81 | Nederländerna | MV  | Menno Bergsen                       |
| 97 | Slovenien     | MF  | Tine Čuk                            |
| 99 | Gabon         | A   | Orphé Mbina                         |